# Miriam García
Miriam Vanessa García Muñoz (Guadalajara, 14 de febrero de 1998) es una futbolista mexicana. Juega como mediocampista en el Tigres Femenil de la Liga MX Femenil. Jugó con el Club Deportivo Guadalajara en los torneos Apertura 2017 y Clausura 2018.

## Trayectoria
Miriam García debutó con el Guadalajara el sábado 29 de julio de 2017 en un partido contra el Atlas de Guadalajara. El encuentro, llevado a cabo en las instalaciones de Chivas San Rafael, terminó con un marcador 3-0 a favor del Club Deportivo Guadalajara. Miriam García jugó los 90 minutos.
Fue campeona del Torneo Apertura 2017, primer torneo de futbol femenil profesional en México, en que el Club Guadalajara venció al Club Pachuca. García jugó los 90 minutos de la final de vuelta, llevada a cabo el viernes 24 de noviembre en el Estadio Akron, que terminó con marcador de 3-0 a favor del Club Guadalajara. Fue amonestada al minuto 16 del partido.
En junio de 2021, se unió al Tigres de la UANL.

## Selección nacional
Debutó con la Selección Nacional Sub-17 en 2013, año en que el equipo logró los resultados necesarios en el Premundial de Jamaica para calificar a la Copa del Mundo de Costa Rica 2014 de la categoría, torneo en el que llegó a los cuartos de final.
Se incorporó al equipo Sub-20 en 2016, cuando asistió al Mundial en Papúa Nueva Guinea.
Fue convocada a la Selección Nacional Sub-20 para participar en el Premundial de CONCACAF en Trinidad y Tobago, torneo que el equipo mexicano consiguió un triunfo histórico al vencer al equipo estadounidense en tanda de penales (4-2) y con el que consiguió su pase a la Copa del Mundo de Francia. García fue reconocida como la mejor jugadora del torneo y recibió el Balón de Oro.

## Estadísticas

### Clubes
| Club              | País   | Año         |
| ----------------- | ------ | ----------- |
| Guadalajara       | México | 2017 - 2021 |
| Tigres de la UANL | México | 2021 - 2022 |

|-
|Bravos de Juárez
| México
|2022
|}

## Palmarés

### Campeonatos nacionales
| Título                             | Club        | País   | Año  |
| ---------------------------------- | ----------- | ------ | ---- |
| Primera División Femenil de México | Guadalajara | México | 2017 |

### Campeonatos internacionales
| Título                     | Equipo              | Sede              | Año  |
| -------------------------- | ------------------- | ----------------- | ---- |
| Campeonato Sub-20 Concacaf | Selección de México | Trinidad y Tobago | 2018 |